# Црвена књига флоре Србије
У Европи постоји шест главних биорегиона од чега је пет заступљено у Србији, што довољно говори о богатству биодиверзитета у Србији. У циљу заштите тог богатства 1999. године је урађена научна публикација Црвена књига флоре и фауне Србије (I том - који садржи прелиминарну листу најугроженијих биљака) према критеријумима Међународне уније за заштиту природе. Поједине врсте биљака су истовремено стављене и на светску и европску Црвену листу чиме је указано на њихов значај.

## Концепција
Ова публикација настала је уз изузетан напор и десетогодишњи координисани рад стручњака, биолога и ботаничара из Србије. Овакве књиге су речима аутора далеко више од илустроване књиге са основним ботаничким подацима о биљкама које су у опасности да нестану, него неопходни приручници који помажу да се живи свет сачува.
Током рада је постало јасно да целокупна угрожена флора Србије, за коју је процењено да сигурно броји до 600 врста, не може бити обрађена за кратко време. Стога је одлучено да Црвена књига буде монографска серија од неколико књига, од којих ће овај први том само садржати анализу оних таксона који су нестали или се сумња да су већ нестали, као и оних који су крајње угрожени. Таквих врста је по различитим категоријама угрожености 171 у Србији, које су доследно и детаљно обрађене у монографији.

## Број врста и подела
Број краjње угрожених врста биљака је у међувремену само растао, тако да се цени да у Србији данас постоји 215 угрожених биљака, које су у закону стављене под строги режим заштите.

### Глобално нестале врсте
Опомињуће је да је неколико врста већ заувек изгубљено не само за Србију, већ и њихов комплетан генофонд за науку. Те неславне биљке су крагујевачки слез (Althaea kragujevacensis), врањски слез (Althaea vranjensis), моравски орашак (Trapa annosa) и безчекињаста удовичица (Scabiosa achaeta). Ово су глобално ишчезле врсте, свака од њих живела је пре изумирања само у Србији.

### Методологија
У монографији постоји подела врста на основу угрожености. Ова категоризација омогућује да се код појединих група циљано и ефективно интервенише.
Аутори су разврстали биљке у следеће категорије:
|  | – Глобално ишчезли таксони | – Глобално ишчезли таксони | 4   |
|  | – Биљке изумрле из Србије | – Биљке изумрле из Србије | 46  |
|  | | Ишчезли таксони | 23  |
|  | | Таксони за које се претпоставља да су ишчезли                                                                                        | 23  |
|  | – Крајње угрожени таксони | – Крајње угрожени таксони | 107 |
|  | | – Глобално крајње угрожени таксони –                                                                                                 | 11  |
|  | | – Таксони крајње угрожени у Србији –                                                                                                 | 96  |
|  | Таксони са популацијама до само 50 зрелих јединки:                                                                                   | Таксони са популацијама до само 50 зрелих јединки:                                                                                   | 21  |
|  | • Таксони чији се ареал ограничио само на један локалитет                                                                            | • Таксони чији се ареал ограничио само на један локалитет                                                                            | 3   |
|  | • Таксони чије се крајње мале популације ограничиле само на један локалитет                                                          | • Таксони чије се крајње мале популације ограничиле само на један локалитет                                                          | 18  |
|  | Таксони са популацијама од 50-250 зрелих јединки:                                                                                    | Таксони са популацијама од 50-250 зрелих јединки:                                                                                    | 15  |
|  | | Таксони чији су се ареали нагло смањили за протеклих година                                                                          | 4   |
|  | • Популације сведене на једну или неколико опадајућих субпопулација                                                                  | • Популације сведене на једну или неколико опадајућих субпопулација                                                                  | 4   |
|  | | Таксони са малим ареалима | 11  |
|  | • Популације сведене на једну или неколико просторно блиских субпопулација                                                           | • Популације сведене на једну или неколико просторно блиских субпопулација                                                           | 11  |
|  | Таксони са популацијама од преко 250 зрелих јединки:                                                                                 | Таксони са популацијама од преко 250 зрелих јединки:                                                                                 | 60  |
|  | • Врсте на малим ареалима и опадајућим субпопулацијама, са нагло смањеном бројношћу јединки                                          | • Врсте на малим ареалима и опадајућим субпопулацијама, са нагло смањеном бројношћу јединки                                          | 12  |
|  | • Ареали нагло смањени за протеклих година са популацијама сведеним на једну или неколико субпопулација, али са већим бројем јединки | • Ареали нагло смањени за протеклих година са популацијама сведеним на једну или неколико субпопулација, али са већим бројем јединки | 26  |
|  | • Мали ареали и популације сведене на једну или неколико просторно блиских субпопулација, али још увек са већим бројем јединки       | • Мали ареали и популације сведене на једну или неколико просторно блиских субпопулација, али још увек са већим бројем јединки       | 22  |
|  | Таксони за које се претпоставља да могу бити крајње угрожени:                                                                        | Таксони за које се претпоставља да могу бити крајње угрожени:                                                                        | 14  |
|  | | Укупно угрожених врста у Србији | 171 |

## Преглед изабраних биљака
Овде су представљене само неке од биљних врста у Србији заштићене законом:
- Панчићева оморика (Picea omorika), која се може наћи на планинама око средњег тока Дрине у западној Србији (Тара, Милешевка);
- тиса (Taxus baccata), налази се по планинама и клисурама;
- молика (Pinus peuce), расте на Шар-планини и Проклетијама
- степски божур (Paeonia tenuifolia) који расте у Делиблатској пешчари;
- гороцвет (Adonis vernalis), расте на Фрушкој гори, Делиблатској пешчари, Суботичкој пешчари и др.
- зеленичје (Prunus laurocerassus L.), расте на Острозубу, огранку Чемерника, у заштићеној зони „Зеленичје";
- росуља (Drosera rotundifolia), се може наћи на Старој планини, Власини и тресави Блато, изнад Млачишта (Чемерник)
- саса (Pulsatilla grandis), које има на Фрушкој гори и Делиблатској пешчари
- рунолист (Leontopodium alpinum), има га на Копаонику, Мучњу, Проклетијама
- жута линцура (Gentiana lutea), живи на неприступачним каменим литицама
- госпина папучица (Cypripedium calceolus), врста орхидеје која расте на Сувој планини и заштићена је од стране УНЕСКО-а као светска природна реткост;
- бела, шумска бреберина (Anemone nemerosa) заштићена је само у Војводини
- бели локвањ (Nimphaea alba), због исушивања мочвара је пред истребљењем
- жути локвањ
- златни љиљан (Lilium martagon), расте у влажним буковим шумама;
- ковиље (Stipea pennata);
- коцкавица дегенова (Fritillaria gracilis);
- српска рамонда
- јагорчевина
- веприна
- велика саса
- муника
- бор кривуљ
- дивља фоја
- степски лужњак
- дивљи каранфил
- шумска саса

Списак заштићених биљака се овде не завршава већ су дате само оне биљке које су карактеристичне за одређена подручја.